# Daniel Güiza
Daniel González Güiza (Jerez de la Frontera, Andalúzia, 1980. augusztus 17. –) spanyol labdarúgó, korábbi válogatott csatár. A  Cádiz CF labdarúgója.

## Pályafutása

### Klubcsapatokban
Pályafutását a Xerezben kezdte, majd az ifjú tehetséget egy év múlva a Real Mallorca karolta fel. Élvonalbeli egyesületénél kevés játéklehetőséghez jutott, így a spanyol harmadosztályú Dos Hermanashoz került kölcsönbe, ahol egy sikeres szezont töltött.
Mivel az Mallorcánál továbbra sem jutott szerephez, 2002 nyarán előbb a másodosztályú Recreativo Huelva, majd 2003-ban a Barcelona B csapata voltak pályafutásának következő állomásai.
Az igazi áttörést 2003 nyara hozta meg, amikor a spanyol másodosztályban szereplő Murcia csapata igazolta le, ahol már kezdőjátékosként számítottak rá. A lehetőséget a klubnál töltött két szezon alatt 81 mérkőzésen lőtt 36 góllal hálálta meg, majd 2005 nyarán a szintén másodosztályú fővárosi együtteshez, a Getaféhez igazolt, ahol 61 mérkőzésen 20 gólt szerzett.
2007 júliusában visszatért Mallorcára, ahol már mint kezdőjátékos számítottak rá. A 2007–2008-as szezonban spanyol gólkirály lett, ami számos európai nagycsapat érdeklődését keltette fel, Güiza azonban meglepetésre a török Fenerbahcét választotta. 2008 júliusában 17,4 millió euróért a török városba igazolt.

### A válogatottban
A spanyol válogatott keretébe először 2007. november 8-án a Svédország és Észak-Írország elleni Európa-bajnoki-selejtező-mérkőzésekre kapott meghívót, nemzetközi debütálására az északírek elleni 1–0-s győzelemmel zárult találkozón került sor 2008. november 21-én. Bemutatkozásával Luis Aragonés szövetségi kapitány is elégedett volt, majd behívta a spanyol labdarúgó-válogatott Európa-bajnoki-keretébe.

#### 2008-as labdarúgó-Európa-bajnokság
Güiza 2008. június 18-án a Görögország elleni 2–1-es győzelemmel végződött csoportmérkőzésen szerezte első gólját a nemzeti válogatottban. Az Olaszország elleni negyeddöntőn csereként lépett pályára, majd a 0–0-s végeredményt követő büntetőpárbajban negyedik spanyolként állíthatta a labdát a büntetőpontra. A tizenegyest kihagyta ugyan, de a válogatott továbbjutott.
Az oroszok elleni elődöntőn Güiza már a második válogatottbeli, és egyben Európa-bajnoki találatát jegyezte. A csapat 3–0-ra nyert, majd később a németek ellen vívott döntőben Európa-bajnok lett.

## Sikerei, díjai
- Real Mallorca
- Spanyol gólkirály: 2008.
- Spanyolország
- Európa-bajnok: 2008.

## Fordítás
- Ez a szócikk részben vagy egészben  a   Daniel Güiza című angol Wikipédia-szócikk fordításán alapul.  Az eredeti cikk szerkesztőit annak laptörténete sorolja fel. Ez a jelzés csupán a megfogalmazás eredetét és a szerzői jogokat jelzi, nem szolgál a cikkben szereplő információk forrásmegjelöléseként.